# イ・スジ
イ・スジ（1985年4月2日 - ）は大韓民国のコメディアン。

## 生涯
1985年4月2日慶尚北道永川市で生まれ、大邱広域市達西区ソンヒョン洞と水城区智山洞に住んだ後、小学校の頃ソウル特別市ウンピョン区に引っ越した。仁徳大学放送芸能科を卒業後、2008年にSBS公開採用に合格し、ウッチャッサに出演した後、2012年にKBSの27期公開採用に合格し、再デビューを果たす。優れた演技力で沢山のスターをパロディーする「パロディの女王」と呼ばれるなどギャグウーマンとして大きな人気を集め、KBS芸能大賞で新人賞、優秀賞、最優秀賞を全て受賞する快挙を成し遂げた。これはパク・チソンとキム・ジミンに続き、三人目であった。さらにパク・ジソンとキム・ジミンがまだ受賞していない最優秀コーナー賞を2回受賞した。KBSのギャグコンサートの人気が凋落していく中で存在感を発揮した。初期のコメディーの黄海では、外国人が韓国語でボイスフィッシングを行うという役割を演じて人気を得た。2018年一般の男性と結婚した。結婚式の司会は先輩コメディアンのユ・ミンサンだった。

## 学歴
- ソウルノクボン小学校
- ソニル女子中学校
- イェイル女子高校
- 仁徳大学放送芸能科

## 出演作品

### 放送
- KBS2 《ギャグコンサート》
  - 〈リアルトークショー〉
  - 〈幕末者〉
  - 〈耐えて〉
  - 〈不都合な真実〉
  - 〈お父さんと息子〉
  - 〈逮捕王〉
  - 〈虎の姉さんたち〉
  - 〈黄海〉チーム長役
  - 〈気楽にしてね〉キム・ジュンヒョンの配偶者役
  - 〈先輩、先輩！ 〉
  - 〈アルポイント〉商売人役
  - 〈ストックホルムシンドローム〉銀行職員役
  - 〈騎乗戦兵〉
  - 〈HER（ホル）〉姉役
  - 〈家族みたいな〉キム・ジュノの長女（スジ伯母さん）役
  - 〈花泉主義〉柔道選手スジちゃん役
  - 〈世最敏（世界で最も敏感な人）＞お客役
  - 〈ミンサン討論2〉チェ・スンシル役
  - 〈二人でも上手です〉
  - ＜演劇石＞
  - 〈負担取引〉アジュモニ（チョ・レフンのお母さん）役
  - 〈何でも言ってみる祭〉
  - 〈ボンスン学堂〉ムン校長の配偶者（キム・ジョンスク女史）役
  - 〈コメンス〉小学生役
- KBS2 《ギャグスター》
  - 〈エグググ〉
- SBS 《ウッチャッサ》
- KBS2 《ミュージックバンク》ゲスト
- SBSパワーFM 《オールドスクール》
- KBS2 《7人のミスコリア》
- MBC標準FM 《チェ・ヤンナクの楽しいラジオ》
- EBS1 《 EBSドキュメンタリープライム- ウェブトゥーンドキュメンタリー『我が家のコンデ』』パート3。お父さんの報告書 - キノコの作家 - ナレーション
- KBS2 《映画が良いね》 1+1 (withソンビョンチョル),徳力充電所(699~
- KBS1 《エニヤ遊ぼう》
- JTBC 《あなたと一緒にシーズン2 - 最高の愛》
- MBC 《ミステリー音楽ショー 覆面歌王》 - 正体が五里夢中アヒル船(参加者)
- KBS2 《スーパーマンが帰ってきた》 - ナレーション
- tvN 《コメディビッグリーグ》（2019年）
- KBS2 《コメディの殿堂》（2019年）
- クパンプレイ《SNLコリア》（2021年～現在）

### ドラマ＆シットコム
- 2014年SBSドラマスペシャル《僕には愛しすぎる彼女》アンダジョン役
- 2015年JTBC金曜ドラマ《純情に惚れる》オミル役
- 2016年MBC水木ドラマ『もう一度ハッピーエンディング』コールセンタースタッフ役
- 2016年MBC水木ドラマ《恋のゴールドメダル〜僕が恋したキム・ボクジュ》
- 2016年KBS2金曜シットコム《心の声》
- 2017年JTBC金土ドラマ《力の強い女 ト・ボンスン》
- 2017年KBS2金土ドラマ《最高の漢方》ボイスフィッシング詐欺師役
- 2018年ドラマックス＆ MBN水木ドラマ《魔性の喜び》主の喜びマネージャー役
- 2019年JTBC月火ドラマ《コッパダン 〜恋する仲人〜》オナンジャ役
- 2020年チャンネルA金土ドラマ《タッチ》カンチェウォン役
- 2020年JTBC水木ドラマ《サンガプ屋台》（特別出演）

### 映画
- 《相性》（2018年） - 末年役

### ラジオ
- tbs FM 《スパイラルイ・スジの楽しい出会い》
- 2017年5月15日～2019年6月30日 ： KBSクールFM 「イ・スジの歌謡広場」

## キャリア
- 2013年10月ボイスフィッシング根絶広報大使
- 2013年11月公認電子住所ショップメール制度公式広報大使
- 2018年12月楊州市広報大使

## 受賞歴
- 2008年SBSギャグマン選抜大会銀賞
- 2013年KBS芸能大賞コメディ部門最優秀コーナー賞
- 2014年KBS芸能大賞コメディ部門女性新人賞
- 2015年KBS芸能大賞コメディ部門女優賞
- 2016年KBS芸能大賞コメディ部門女性最優秀賞
- 2016年KBS芸能大賞コメディ部門最優秀コーナー賞